# ستنی فان پاسشن
ستنی فان پاسشن (انگلیسی: Stanny Van Paesschen؛ زادهٔ ۲۴ آوریل ۱۹۵۷)از برندگان مدال‌های المپیک تابستانی اهل بلژیک است.